# Macromitrium sarasinii
Macromitrium sarasinii là một loài rêu trong họ Orthotrichaceae. Loài này được Thér. mô tả khoa học đầu tiên năm 1914.